# Brussels Jazz Weekend

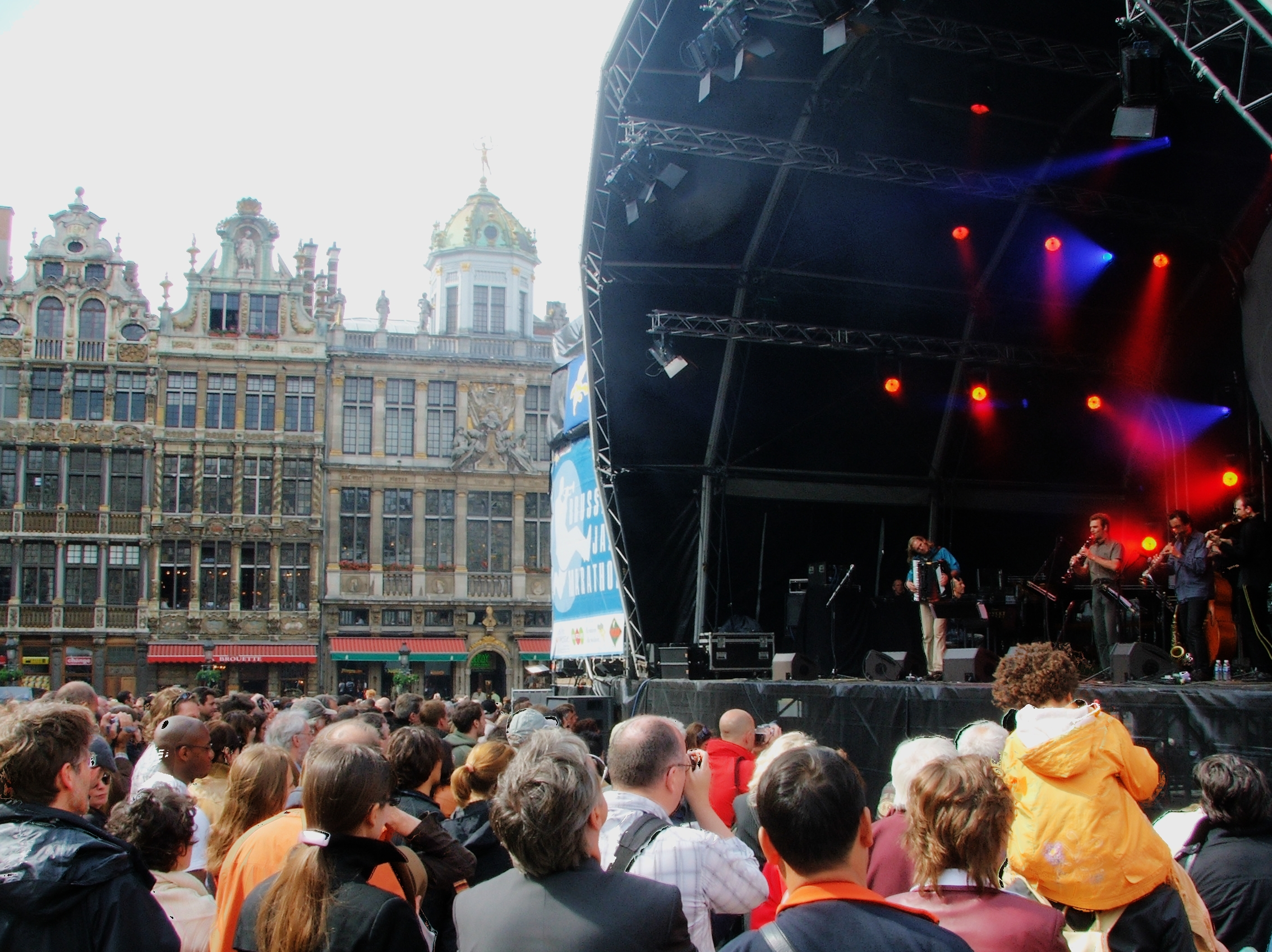
Brussels Jazz Marathon op de Grote Markt

Brussels Jazz Weekend, de opvolger van de Brussels Jazz Marathon, is met jaarlijks meer dan 300.000 bezoekers een van de populairste Brusselse culturele evenementen, met jazzpodia op de Grote Markt, de Zavel, het Sint- Katelijneplein, het Fernand Cocqplein en het Luxemburgplein. Daarnaast zijn er nog tientallen clubs en cafés die participeren. De concerten, waar honderden muzikanten aan deelnemen, zijn gratis te bezoeken.
Tot 2016 vond het evenement onder de naam Brussels Jazz Marathon plaats. In december 2016 ging Jazztronaut Entertainment, het bedrijf achter de Jazz Marathon, failliet. Even zag het ernaar uit dat het evenement in de toekomst niet meer zou plaatsvinden. Maar uiteindelijk werden de organisaties die het initiatief financierden bereid gevonden het te blijven ondersteunen als er een nieuwe vereniging zonder winstoogmerk werd opgericht. Het evenement wordt vanaf 2017 onder de naam Brussels Jazz Weekend georganiseerd.